# Lamanauskas
Lamanauskas ist ein litauischer männlicher Familienname.

## Personen
- Saulius Lamanauskas (vor * 1970), Agrarpolitiker, Vizeminister der Landwirtschaft
- Vincentas Lamanauskas (* 1967), Bildungswissenschaftler, Professor an der Šiaulių universitetas,  Politiker, Vizeminister